# Wspólnota administracyjna Hunderdorf
Wspólnota administracyjna Hunderdorf – wspólnota administracyjna (niem. Verwaltungsgemeinschaft) w Niemczech, w kraju związkowym Bawaria, w rejencji Dolna Bawaria, w regionie Donau-Wald, w powiecie  Straubing-Bogen. Siedziba wspólnoty znajduje się w miejscowości Hunderdorf. Powstała w 1978.
Wspólnota administracyjna zrzesza trzy gminy wiejskie (Gemeinde): 
- Hunderdorf, 3 280 mieszkańców, 22,21 km²
- Neukirchen, 1 834 mieszkańców, 24,45 km²
- Windberg, 1 050 mieszkańców, 7,97 km²